# Krila Oluje
Akro grupa Hrvatskoga ratnog zrakoplovstva „Krila Oluje” službeno je osnovana i javno predstavljena u sastavu M. Franjić, D. Barišić, D. Doboš, S. Joković povodom proslave desete obljetnice vojno-redarstvene Operacije Oluja, 5. kolovoza 2005. u Kninu, po kojoj je i dobila ime. Grupa je u istom sastavu prethodno zabilježila i jedan neslužbeni nastup prigodom otvaranja Europskog prvenstva u jedrenju 23. srpnja 2004. godine u Zadru. Od kraja 2005. godine grupa leti u sastavu od pet zrakoplova, a prvi let u današnjem sastavu od 6 zrakoplova grupa je izvela 25. ožujka 2009.

## Namjena
Zadaća akro grupe HRZ-a i PZO-a Krila Oluje je predstavljanje vještine, discipline, timskog rada i visokog stupnja obučenosti pripadnika Hrvatskog ratnog zrakoplovstva i Oružanih snaga RH u cjelini. U sastavu Krila Oluje lete piloti iz sastava Zrakoplovne baze Zadar. Za razliku od većine svjetskih akro grupa čiji se piloti isključivo bave uvježbavanjem i nastupima akro grupe, primarna zadaća pilota Krila Oluje je obuka budućih pilota HRZ-a. Kao pilot akro grupe od 2005. do 2007. godine letjela je i satnica Diana Doboš koja je tako postala treća žena u povijesti koja je letjela u akro grupama.

## Pripadnici grupe
Kandidati za akro grupu odabiru se među iskusnim dugogodišnjim nastavnicima letenja koji uz osnovne uvjete izvrsne tehnike pilotiranja, psihofizičkih predispozicija, sklonosti timskom radu i minimalnog ukupnog naleta od 600 sati pokažu najbolje rezultate u skupnome akrobatskom letenju u sastavu dva zrakoplova. Odabrani kandidati zatim prolaze zahtjevnu obuku akrobatskog letenja u formacijama od dva do šest zrakoplova, tijekom koje se piloti uvježbavaju u izvođenju specifičnih akrobatskih elemenata na minimalnoj visini iznad terena pri iznimno malim udaljenostima između zrakoplova u formaciji, koje izvode isključivo akro grupe.

## Letački program
Tijekom izvođenja programa zrakoplovi lete na međusobnoj udaljenosti manjoj od 2 metra, pri brzinama do 550 km/h, a opterećenje koje piloti podnose tijekom pojedinih elemenata kreće se od -2,5 g do +6,5 g. Minimalnu donju visina tijekom nastupa određuju organizatori aeromitinga i ona se najčešće kreće od 50 do 100 metara iznad terena. Suprotno prilično raširenom laičkom poimanju letenja u akro grupi, izuzetna koordinacija u izvođenju akrobacija nije rezultat preciznog očitavanja instrumenata niti pomoći modernih zrakoplovnih sustava. Piloti se isključivo oslanjaju na vlastitu procjenu položaja i udaljenosti od vodećeg zrakoplova na osnovu kojih moraju upravljati svojim zrakoplovom tako kako bi osigurali minimalno odstupanje od zadane pozicije u odnosu na ostale.
Program koji izvode Krila Oluje traje oko 20 minuta, izvodi se na visini od 50 do 1000 m te na minimalnoj udaljenosti od publike od oko 230 m. Za prezentaciju nastupa gledateljima zadužen je komentator programa. Njegova zadaća je i prelet pričuvnog zrakoplova na mjesto održavanja aeromitinga. Kao i kod gotovo svih ostalih svjetskih akro grupa ne postoje pričuvni piloti, obuka za svaku poziciju je specifična i neprekidna te je nemoguće imati obučenog pričuvnog pilota koji bi bio u svakom trenutku sposoban zamijeniti svakog od pilota. U slučaju bolesti jednog od pilota grupa izvodi skraćeni program s 5 aviona ili se u potpunosti otkazuje nastup.
Za svoja uvježbavanja i nastupe Krila Oluje nemaju poput ostalih akro grupa posebno izdvojene i opremljene zrakoplove već se koriste zrakoplovima iz sastava eskadrile 93.zb. prema trenutnoj raspoloživosti.
Kratki prikaz letačkog programa:

## Priznanja
- Nagrada Grada Zadra 2013. za izniman doprinos u promicanju grada Zadra.[1]
- Nagrada za najbolji nastup na vojnom aeromitingu u UK-u, 2016.[2]
- Priznanje Ministarstva obrane RH za dvadesetu obljetnicu rada, 5. travnja 2025., Zemunik.[3]

## Vanjske poveznice

### Sestrinski projekti
|  | Zajednički poslužitelj ima još gradiva o temi Krila Oluje |

### Mrežna mjesta
- Hrvatski vojnik, kolovoz, 2009.  Arhivirana inačica izvorne stranice od 24. prosinca 2009. (Wayback Machine)
- Ministarstvo obrane Republike Hrvatske: "Krila Oluje"  Arhivirana inačica izvorne stranice od 16. kolovoza 2016. (Wayback Machine)